# Konvektív felhő

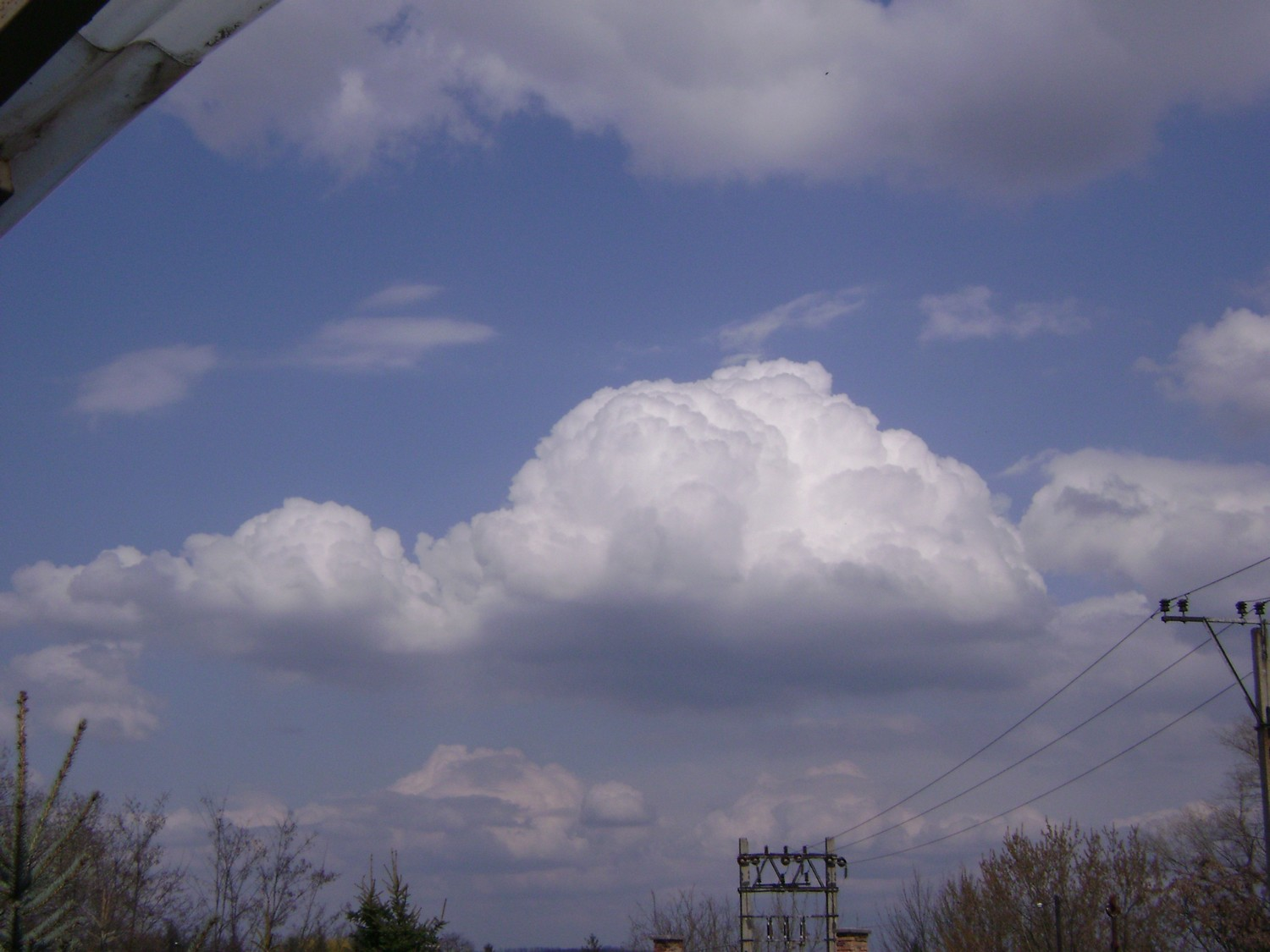
Cumulus mediocris

A meteorológiában a konvekciót a hő és a levegő nedvességének vertikális, azaz függőleges transzportjára értjük. Ez instabil légkörben a fel- és leáramlások révén alakul ki. Az így létrejött felhők konvektív felhők. Például a Cumulonimbus(Cb), Cumulus, Altocumulus castellanus stb. A konvekció nem mindig észlelhető; nem mindig látható felhő. Ilyenkor száraz konvekció zajlik. 

## Külső hivatkozások
- METNET kislexikon – Felhőatlasz I-II. Archiválva 2009. február 28-i dátummal a Wayback Machine-ben
- OMSZ Ismeret-tár: Felhők osztályozása, bemutatása